# Ricketts bospatrijs
Ricketts bospatrijs (Arborophila gingica) is een vogel uit de familie fazantachtigen (Phasianidae). De wetenschappelijke naam van de soort is voor het eerst geldig gepubliceerd in 1789 door Gmelin.

## Voorkomen
De soort komt voor in het zuidoosten van China en telt 2 ondersoorten:
- A. g. gingica: zuidoostelijk China.
- A. g. guangxiensis: Guangxi (het zuidelijke deel van Centraal-China).

## Beschermingsstatus
Op de Rode Lijst van de IUCN heeft de soort de status kwetsbaar.